# Dorothea Unbehend
Dorothea Unbehend (* 1957) ist eine deutsche Diplom-Sozialpädagogin sowie Autorin von Fachliteratur, Kinder- und Jugendliteratur sowie Hörspielen.
In ihrer hauptberuflichen Arbeit mit schwerbehinderten Menschen unterstützt sie diese als Fachberaterin im Beruf- und Arbeitsleben und ist in der Jugendgerichtshilfe tätig. 1995 veröffentlichte sie gemeinsam mit Irene Wilbrand den Praxisleitfaden für die Jugendgerichtshilfe im Verlag C. H. Beck.
Für ihre Kinder schrieb Dorothea Unbehend auch Geschichten auf, die sie im Rahmen eines Autorenwettbewerb für das Buch 44 Gute-Nacht-Geschichten des Hänssler Verlags erstmals einschickte. 1989 erschienen daraufhin vier ihrer Geschichten in der Sammlung. 1992 erschien ihr erstes Hörspiel Samstag um Mitternacht im ERF-Verlag, die erste Folge der Serie Teen-Club-Krimi mit Sven und seinen Freunden. Ihre erfolgreichste Serie Gemmas Insel erschien in den Jahren 1996 bis 1997. Teilweise adaptierte Dorothea Unbehend ihre Hörspiele auch zum Buch.
Dorothea Unbehend ist verheiratet und hat zwei Kinder.

## Werke

### Hörspielserien

#### Gemmas Insel
Die Serie Gemmas Insel von Dorothea Unbehend erschien ab 1996 unter der Hörspielregie von Hanno Herzler und Eckart zur Nieden im ERF-Verlag auf Kassette mit Sprechern wie Ulrike Schild als Gemma und Liedern von Hella Heizmann aus ihrem Album Abends ist es schön, 1992 Gerth Medien. 2002 gab der ERF-Verlag die Hörspiele in einer digitalisierten Neuauflage als CD heraus. 1999 erschien im R. Brockhaus Verlag das Buch Gemmas Insel.
| Folge | Titel          | Jahr |
| ----- | -------------- | ---- |
| 1     | Die Ankunft    | 1996 |
| 2     | Die Rettung    | 1996 |
| 3     | Die Karriere   | 1996 |
| 4     | Die Entdeckung | 1997 |
| 5     | Die Wende      | 1997 |
| 6     | Das Fest       | 1997 |

#### Das Kicker-Trio
Die Serie Das Kicker-Trio erschien von 2002 bis 2004 als Hörspiel im ERF-Verlag auf Kassette. Die Rolle der Oma Erna spricht Dorothea Unbehend.
| Folge | Titel                       | Jahr |
| ----- | --------------------------- | ---- |
| 1     | Die Neue                    | 2002 |
| 2     | Der Deal                    | 2002 |
| 3     | Der verschwundene Brief     | 2002 |
| 4     | Die Lösung                  | 2003 |
| 5     | Der Verrat und die Rückkehr | 2004 |

#### Teen-Krimi-Club
Die Hörspiel-Krimis für Kinder und Jugendliche um Sven, Joachim, dessen Zwillingsschwester Veronika und ihre Freunde, erschien von 1992 bis 1994 in sieben Kassetten-Folgen unter Regie von Hanno Herzler im ERF-Verlag. Der unerwartet große Erfolg der Abenteuerhörspiele, führte auch zur nachträglichen Druck-Veröffentlichung der erfolgreichsten Geschichten, von Dorothea Unbehend selber in die prosaische Form adaptiert, im Oncken-Verlag.
| Folge | Titel                     | Jahr |
| 1     | Samstag um Mitternacht    | 1992 |
| 2     | Gefährliche Schatten      | 1992 |
| 3     | Pfeile aus der Finsternis | 1993 |
| 4     | Brandzeichen „A“          | 1993 |
| 5     | Tödliche Ladung           | 1994 |
| 6     | In Liebe und Gefahr       | 1994 |

#### Na und...
Für Kinder ab 3 Jahren schrieb Dorothea Unbehend die drei Na-und-Hörspiele. Als Sprecher wirkten unter anderem Hanno Herzler und Eckart zur Nieden mit.
| Folge | Titel                     | Jahr |
| ----- | ------------------------- | ---- |
| 1     | Na und – Schaf beißt Hund | 1994 |
| 2     | Na und – Wal auf Grund    | 1995 |
| 3     | Na und – Löwe kugelrund   | 1995 |

#### Bei uns am Südpol
| Folge | Titel               | Jahr |
| ----- | ------------------- | ---- |
| 1     | Bei uns am Südpol 1 | 1994 |
| 2     | Bei uns am Südpol 2 | 1994 |

### Bücher
| Jahr | Titel                                       | Untertitel                                   | Verlag            |
| ---- | ------------------------------------------- | -------------------------------------------- | ----------------- |
| 1990 | Schwamm drüber                              | Oder: Wie der Kürbis in die Badewanne kam    | Hänssler Verlag   |
| 1990 | Wenn es bald Weihnachten wird               | Geschichten für die schönste Zeit des Jahres | Hänssler Verlag   |
| 1992 | Samstag um Mitternacht                      |                                              | Oncken            |
| 1993 | Gefährliche Schatten                        |                                              | Oncken            |
| 1994 | Brandzeichen „A“                            |                                              | Oncken            |
| 1995 | Tödliche Ladung                             |                                              | Oncken            |
| 1995 | Praxisleitfaden für die Jugendgerichtshilfe | Fallorientierte Arbeitshilfe                 | Verlag C. H. Beck |
| 1999 | Kindergarten                                | Ein fröhliches Wörterbuch                    | Tomus Verlag      |
| 1999 | Gemmas kleine Insel                         |                                              | SCM R. Brockhaus  |